# 서신중학교
서신중학교(西新中學校)는 대한민국 경기도 화성시 서신면 매화리에 있는 사립 중학교이다.

## 학교 연혁
- 1949년 10월 1일 : 서신고등공민학교 개교
- 1950년 5월 27일 : 서신육영학원 재단 인가
- 1955년 3월 10일 : 초대 정낙헌 이사장 취임
- 1956년 4월 1일 : 서신중학교 개교
- 1956년 4월 1일 : 초대 홍낙유 교장 취임
- 2002년 10월 30일 : 학교 합숙소 신축 준공
- 2004년 2월 12일 : 3층 다목적실 증축
- 2008년 10월 24일 : 3층 도서실, 어학실 증축
- 2009년 12월 17일 : 체육관 신축
- 2011년 3월 1일 : 특수학급, 위클래스 신축
- 2021년 8월 27일 : 제8대 이사장 홍승범 선생 취임
- 2023년 9월 1일 : 제11대 교장 김철원 선생 취임
- 2024년 1월 5일 : 제66회 졸업식 (졸업생 총 6,195명)

## 참고 자료
- 서신중학교 - 한국교육학술정보원 학교알리미